# Gerardo Gaibisso
Gerardo Gaibisso (Porto Santo Stefano, 30 maggio 1927 – Frosinone, 31 marzo 2018) è stato un politico italiano, esponente della Democrazia Cristiana e parlamentare europeo.

## Biografia
È stato eletto alle elezioni europee del 1984, e poi riconfermato nel 1989, per le liste della Democrazia Cristiana. È stato vicepresidente della Delegazione per le relazioni con l'Australia e la Nuova Zelanda, membro della Commissione per gli affari sociali e l'occupazione, della Commissione per la protezione dell'ambiente, la sanità pubblica e la tutela dei consumatori, della Delegazione per le relazioni con gli Stati Uniti, della Commissione per gli affari esteri e la sicurezza, della Commissione per il regolamento, la verifica dei poteri e le immunità, della Delegazione per le relazioni con i paesi dell'America centrale e con il Messico. Termina il mandato europarlamentare nel 1994.
Muore all'età di 90 anni il 31 marzo 2018.